# ریابا
ریابا (به لاتین: Riaba) یک شهر در گینه استوایی است که در استان بیوکو سور واقع شده‌است. ریابا ۱٬۰۷۱ نفر جمعیت دارد.
این شهر که سی‌امین شهر بزرگ این کشور است، در سال ۱۸۲۱ توسط بریتانیایی‌ها ساخته شد.
اتحادیه اروپا به کمک بانک توسعه آفریقا (ADB) و دولت گینه استوایی شبکه‌ای جاده‌ای در این کشور ایجاد کردند که از این شهر و شهرهای دیگر هم‌چون مالابو می‌گذرد.